# Oton I. Gelderski (škof)
Oton I. Gelderski (škof)  (1194 - 1. septemberj 1215 v Eltenu ) je bil škof v Utrechtu od 1212 do 1215.
Oton je bil sin Otona I., grofa Gelderskega, in njegove žene Rikarde Bavarske.
Bil je prošt  v Ksantenu. Leta 1212, ko je bil star le 18 let je bil zaradi vpliva svojih sorodnikov povzdignjen na škofovski stol v Utrechtu. Takrat še ni dosegel kanonične starosti. Zato ni mogel dobiti   dispenzacije ali soglasja papeža Inocenca III.
Za škofa je bil imenovan s pomočjo Staufovcev ali Hohenstaufovcev. Bil je zvest zagovornik Guelderskiih interesov v škofiji Utrecht. V svojem kratkem mandatu ni storil veliko za svojo škofijo, nasprotno, s tem, ko je desetino podelil svojemu bratu, grofu Geldernu, je dajal prednost svoji hiši namesto svojemu samostanu. Umrl je v Voorthuizenu pri  Eltenu, na poti v Rim.